# Campionato francese di rugby a 15 1927-1928
Il campionato francese di rugby a 15 di prima divisione 1927-28 fu vinto dal Pau, che sconfisse il Quillan in finale.

## Contesto
Il Torneo delle Cinque Nazioni 1928 fu vinto dall'Inghilterra, mentre la Francia giunse ultima, colpita dalla morte di Yves du Manoir il 2 gennaio.

## Quillan e il professionismo mascherato
La rivelazione Quillan fu sostenuta da un mecenate industriale dei cappelli, Jean Bourrel, che ingaggiò un grande numero di giocatori di altre squadre (soprattutto dell'US Perpignan), portandoli a giocare nella piccola cittadina dell'Aude e causando pesanti accuse di "professionismo mascherato". Non fu sufficiente per vincere il titolo.

## Formula
Quaranta squadre divise in 8 gruppi di 5. Le prime due al secondo turno.
Nel secondo turno le 16 squadre sono divise in gruppi di 4. Le vincenti in semifinale.

## Primo turno
Ogni squadra incontra gli avversari una sola volta. 3 punti per una vittoria, 2 per il pareggio e 1 per la sconfitta. 
- Gruppo A
Tolosa 12 pt
FC Lyon 8 pt
Périgueux 8 pt
Montferrand 6 pt
Libourne 6 pt
- Gruppo B
Arlequins Perpignan 11 pt
Stade Français 10 pt
Dax 7 pt
Agen 6 pt
Grenoble 6 pt
- Gruppo C
Pau 11 pt
Quillan 8 pt
Bègles 8 pt
Limoges 8 pt
Toulouse OEC 5 pt
- Gruppo D
SA Bordeaux 11 pt
Béziers 8 pt
 CASG 8 pt
Bayonne 7 pt
Mazamet 6 pt
- Gruppo E
Stade Hendayais 10 pt
Lyon OU 9 pt
Carcassonne 9 pt
Albi 8 pt
Stade Bagnères 4 pt
- Gruppo F
US Perpignan 10 pt
Lourdes 10 pt
Cognac 8 pt
Biarritz 8 pt
Villeneuve 4 pt
- Gruppo G
Racing 10 pt
Stade bordelais 10 pt
Lézignan 10 pt
Montauban 6 pt
Brive 4 pt
- Gruppo H
Soustons 10 pt
Tolone 9 pt
Narbonne 9 pt
Pamiers 6 pt
Stadoceste tarbais 6 pt

Furono necessari degli spareggi per 6 degli 8 gruppi.
- Gruppo A : FC Lyon - Périgueux 5 a 0
- Gruppo C : Quillan - Bègles 6 a 3
- Gruppo D : Béziers - CASG 6 a 0
- Gruppo E : Carcassonne- Lyon OU 4 a 0
- Gruppo G : Stade Bordelais - Lézignan 9 a 0
- Gruppo H : Tolone - Narbonne 15 a 0

## Secondo turno
La prima di ogni gruppo in semifinale. Gironi di sola andata, punteggio assegnato come nel primo turno.
- Gruppo A
Tolosa 8 pt.
Béziers 6 pt.
Stade Bordelais 5 pt.
Soustons 5 pt.
- Gruppo B
Pau 9 pt.
Stade Français 7 pt.
US Perpignan 5 pt.
FC Lyon 3 pt.
- Gruppo C
Quillan 8 pt.
Arlequins Perpignan 7 pt.
Lourdes 5 pt.
Stade Hendayais 4 pt.
- Gruppo D
Tolone 9 pt.
Bordeaux 5 pt.
Racing 5 pt.
Carcassonne/ Lyon OU 5 pt.

(per una ragione  sconosciuta il Lyon Olympique sostituì Carcassonne dopo una partita.)

## Semifinali
- a Bordeaux: Pau - Tolosan 3 a 0
- a Tolosa: Quillan - Tolone 13 a 0

## Finale
| Arbitro: | Marcel Heurtin |

| |            | |
| mete: Taillantou Récaborde | Marcatori  | Drop: Cutzach |
| Paul Saux Jean de Français Adrien Laborde David Aguilar Jean Bergalet François Récaborde Joseph Châtelain Albert Cazenave Emile Crampes Robert Sarrade Fernand Taillantou Fernand Laclau Georges Caussarieu André Bernardini Henri Mounes | Formazioni | Guy Flamand Georges Martres Georges Delort Germain Raynaud Louis Parnaud Jean Galia Gaudérique Montassier Eugène Ribère François Corbin Amédée Cutzach Marcel Soler Marcel Baillette René Bonnemaison Jean Bonnet Louis Destarac |